# Justicia breviflora
Justicia breviflora là một loài thực vật có hoa trong họ Ô rô. Loài này được (Nees) Rusby mô tả khoa học đầu tiên năm 1900.